# Drăgășani
Drăgășani (Ausspracheⓘ) ist eine Stadt im Kreis Vâlcea, in der historischen Region Walachei, in Rumänien.

## Lage
Drăgășani liegt im Westen der Walachischen Tiefebene in der Flussebene des Olt und ist von einigen Ausläufern der Südkarpaten umgeben. Die Kreishauptstadt Râmnicu Vâlcea befindet sich etwa 50 km nördlich.

## Geschichte
Das Gebiet der heutigen Stadt war bereits im Paläolithikum und im Neolithikum besiedelt. In römischer Zeit befand sich auf dem Gebiet der heutigen Stadt das Kastell Momotești. Drăgășani wurde 1535 erstmals urkundlich erwähnt. 1772 sind ein Markt und ein Übergang über den Olt erwähnt. Am 19. Juni 1821 kam es in der Nähe des Ortes zu einem Gefecht zwischen den Truppen Alexander Ypsilantis’ und osmanischen Einheiten; es war eine der ersten Kampfhandlungen der Griechischen Revolution.
1995 bekam Drăgășani den Status eines Munizipiums – d. h. einer bedeutenderen Stadt – zugesprochen.
Die Stadt lebte lange Zeit von der Landwirtschaft, vorwiegend vom Weinbau. 1970 wurde einer der größten Industriebetriebe der Stadt – FINCA (fabrică de talpă și încălțăminte din cauciuc, deutsch „Betrieb für Schuhsohle und Schuhe aus Kautschuk“) – mit etwa 2000 Mitarbeitern, angesiedelt.
Im Jahr 2008 fand Drăgășani Erwähnung in der deutschsprachigen Presse als eines der Zentren organisierter Online-Kriminalität.

## Bevölkerung
1912 wurden in Drăgășani 6710 Bewohner registriert. Bis 1992 wuchs die Bevölkerungszahl auf 22.126; seitdem ist ein Rückgang zu verzeichnen. Bei der Volkszählung 2002 wurden in der Stadt 20.798 Einwohner registriert, darunter 20.571 Rumänen, 199 Roma und je 6 Ungarn und Deutsche.

## Verkehr
Drăgășani liegt an der im Tal des Olt verlaufenden Bahnstrecke zwischen Piatra-Olt und Râmnicu Vâlcea. Auf dieser Linie verkehren mehrmals täglich Schnell- und Nahverkehrszüge. Regelmäßige Busverbindungen bestehen u. a. nach Râmnicu Vâlcea und Bukarest. Drăgășani liegt an der Nationalstraße (Drum național) DN64 von Caracal nach Râmnicu Vâlcea.

## Sehenswürdigkeiten
- Ruinen der römischen Burg Russidava
- Weinmuseum
- Gedenkhaus Gib Mihăescu

## Persönlichkeiten
- Gib Mihăescu (1894–1935), Autor[6]
- Radu Vasile (1942–2013), ehemaliger Ministerpräsident Rumäniens
- Mugur Isărescu (* 1949), ehemaliger Ministerpräsident Rumäniens und Vorsitzender der Rumänischen Nationalbank
- Florin Costea (* 1985), Fußballspieler
- Mihai Costea (* 1988), Fußballspieler